# Морфема
Морфемата (от старогръцки: Μορφήμ – „форма“, в смисъл на оформям, давам значение) е най-малката смислова единица в езика.

## Понятие
В българското езикознание морфемите се делят на корен, представка, наставка, окончание, съединителна морфема и определителен член.
Главната морфема в думата е коренът, тъй като той е носител на основното лексикално значение. Представката (префикс) стои пред корена или пред друга представка. Наставката  стои след корена или след друга наставка. Съединителната морфема има структурна роля в сложни думи да съединява двата корена, представката и наставката или представката и корена. Окончанието (флексията) стои в края на думата и изразява граматически значения. Членната морфема стои в края на имена (съществително, прилагателно) и някои причастия.

## Видове
Морфемите са два вида: лексикални и граматически. Граматическите морфеми служат за образуване на различните форми на една дума и са носители на граматическите значения. Морфологията изучава именно граматическите морфеми.

### Лексикални морфеми (словообразуващи)
Лексикалните морфеми носят основното речниково значение на думата и служат за образуване на нови думи. Тези морфеми са обект на лексикологията и по-конкретно на словообразуването:
- Корен
- Наставка (суфикс)
- Представка (префикс)

### Граматически морфеми (формообразуващи)
- Окончание
- Определителен член

### В българския език
Освен двата основни вида морфеми, при образуването на сложни думи в българския език се използва и една особена морфема, която няма нито лексикално, нито граматическо значение. Тя се нарича съединителна морфема. В българския език съединителната морфема винаги е гласна, затова се нарича още съединителна гласна. Има формално-съединителна функция. 
Примери: водоскок, зъболекар; кравеферма, земевладелец; петилетка.

### Класификация според самостойност и изменяемост
- свободни морфеми – могат да стоят самостоятелно
- свързани морфеми – не могат да бъдат самостоятелни, трябват да бъдат прикрепени
- променящи се морфеми (allomorphs) – невинаги имат една-единствена форма, напр. в англ. like/s/, teach/es/

### Езици според морфологията им
- просто морфологично образувани
- образувани чрез съчетаване на много морфеми в думите (polysynthetic)
  - тр. Namixaridand – „те не купуваха“